# Dida (Fußballspieler, 1934)
Dida (* 26. März 1934 in Maceió; † 17. September 2002 in Rio de Janeiro; bürgerlich Edvaldo Alves de Santa Rosa) war ein brasilianischer Fußballspieler. Er spielte die meiste Zeit seiner Karriere für Flamengo Rio de Janeiro. Später war er als Jugendtrainer für den Verein aktiv. Am 17. September 2002 starb Dida mit 68 Jahren an Krebs.

## Nationalmannschaft
1958 gewann Dida mit Brasilien die Fußball-Weltmeisterschaft und kam dabei zu einem Einsatz. In sechs Länderspielen erzielte er innerhalb von drei Jahren vier Tore.

## Erfolge
Nationalmannschaft
- Fußball-Weltmeisterschaft: 1958

Flamengo
- Torneio Rio-São Paulo: 1961